# 卢迈 (1947年)
卢迈（1947年—），男，祖籍福建，新加坡归侨，中国经济学家，曾任国务院发展研究中心研究员、国际合作局副局长，中国发展研究基金会秘书长。

## 荣誉

### 外国勋章奖章
- 意大利之星骑士勋章（義大利語：Ordine della Stella d'Italia）（意大利，2020年12月9日公布[4]，2021年7月7日于北京颁发[5]）